# Eldar Schengelaia

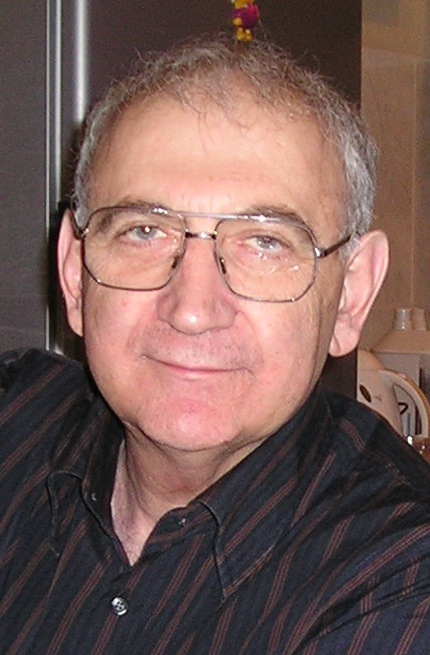
Eldar Schengelaia

Eldar Schengelaia (georgisch ელდარ შენგელაია; * 26. Januar 1933 in Tiflis; † 4. August 2025) war ein georgischer Filmproduzent und Politiker (Nationale Bewegung – Demokraten). Von 1995 bis 2004 war er stellvertretender Parlamentspräsident Georgiens.

## Leben
Der Sohn von Nikolos Schengelaia absolvierte 1958 den Fachbereich Filmproduktion des Kinematographischen Instituts Moskau. Von 1957 bis 1960 arbeitete er für die Mosfilm Studios. Dort entstand sein erster Film, ein Märchenfilm nach Wilhelm Hauff, Legenda o ledjanom serdze (dt. Das Märchen vom kalten Herz).
1960 wechselte er als Produzent zu den Kartuli Film Studios nach Tiflis. Einen Namen machte er sich 1973 mit dem Spielfilm Scherekilebi (dt. Sonderlinge). Er handelte von komischen Käuzen, ihren scheinbar unerfüllbaren Ideen und Träumen. Die Filme Tetri karavani (dt. Weiße Karawane, 1963), Arachveulebrivi gamopena (dt. Eine ungewöhnliche Ausstellung, 1968) und Tsisperi mtebi anu arachveulebrivi ambavi (dt. Blaue Berge oder Eine unwahrscheinliche Geschichte, 1984) kamen auch in die deutschen Kinos. Später lehrte Schengelaia als Professor an der neu gegründeten Georgischen Filmhochschule.
Von 1976 bis 1991 war er Erster Sekretär der Kinematographen-Gewerkschaft, ab 1991 deren Vorsitzender. Von 1980 bis 1985 und war er Abgeordneter des Obersten Sowjets der Georgischen SSR, von 1989 bis 1991 des Obersten Sowjets der Sowjetunion.
Als Georgien unabhängig wurde, war er von 1990 bis 1992 Parlamentsabgeordneter, trat nach dem Putsch gegen Präsident Swiad Gamsachurdia 1992 in die georgische Regierung, den Staatsrat, ein und war bis 1995 Vorsitzender der Kulturkommission. Seit 1995 war er Parlamentsabgeordneter. Er war Mitglied des parlamentarischen Ausschusses für Erziehung, Wissenschaft, Kultur und Sport. Bis 2004 war er zudem stellvertretender Parlamentspräsident.
1993 wurde Schengelaia Mitbegründer der Partei Georgische Bürgerunion, die Präsident Eduard Schewardnadse unterstützte. 2003 schloss er sich den Vereinigten Demokraten Surab Schwanias an, unterstützte die Rosenrevolution Georgiens und prägte dafür im November diesen international populär gewordenen Begriff. Er gehörte zur Nationalen Bewegung – Demokraten, deren Vorsitzender Präsident Micheil Saakaschwili war.
Schengelaia produzierte viele Filme, von denen verschiedene auf sowjetischen und internationalen Filmfestivals ausgezeichnet wurden.
Schengelaia war verheiratet und hatte drei Töchter: Natalia, Katerina, und Helena. Der Regisseur Giorgi Schengelaia war sein Bruder.
Schengelaia starb am 4. August 2025 im Alter von 92 Jahren.